# Clairvaux-les-Lacs
Clairvaux-les-Lacs is een gemeente in het Franse departement Jura (regio Bourgogne-Franche-Comté). De plaats maakt deel uit van het arrondissement Lons-le-Saunier. Clairvaux-les-Lacs telde op 1 januari 2022 1.428 inwoners. 

## Geografie
De oppervlakte van Clairvaux-les-Lacs bedroeg op 1 januari 2022 12,29 vierkante kilometer; de bevolkingsdichtheid was toen 116,2 inwoners per km².

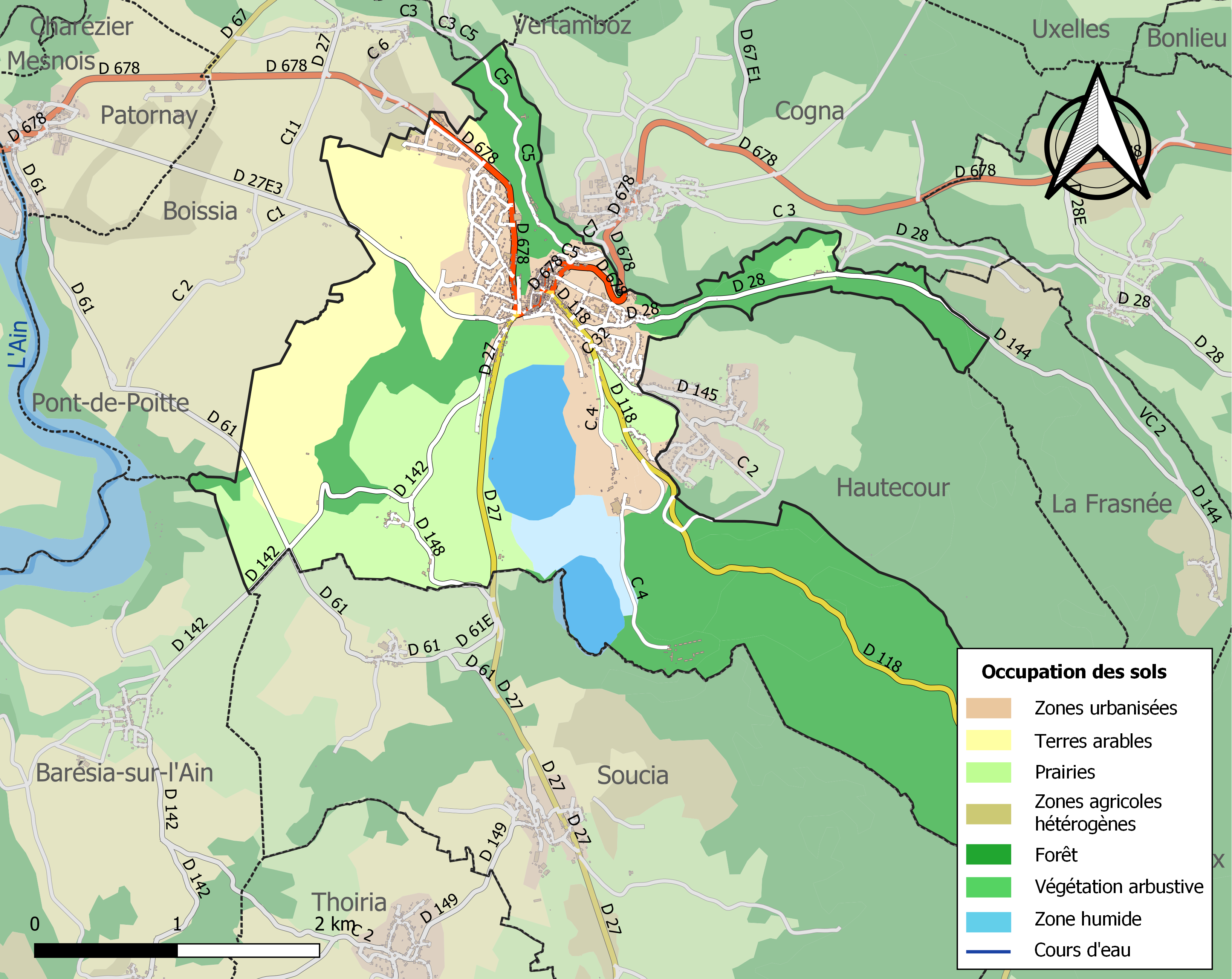
Kaart van de gemeente met de belangrijkste infrastructuur, bodemgebruik en omliggende gemeenten

## Demografie
Onderstaande figuur toont het verloop van het inwonertal (bron: INSEE-tellingen).

## Afbeeldingen

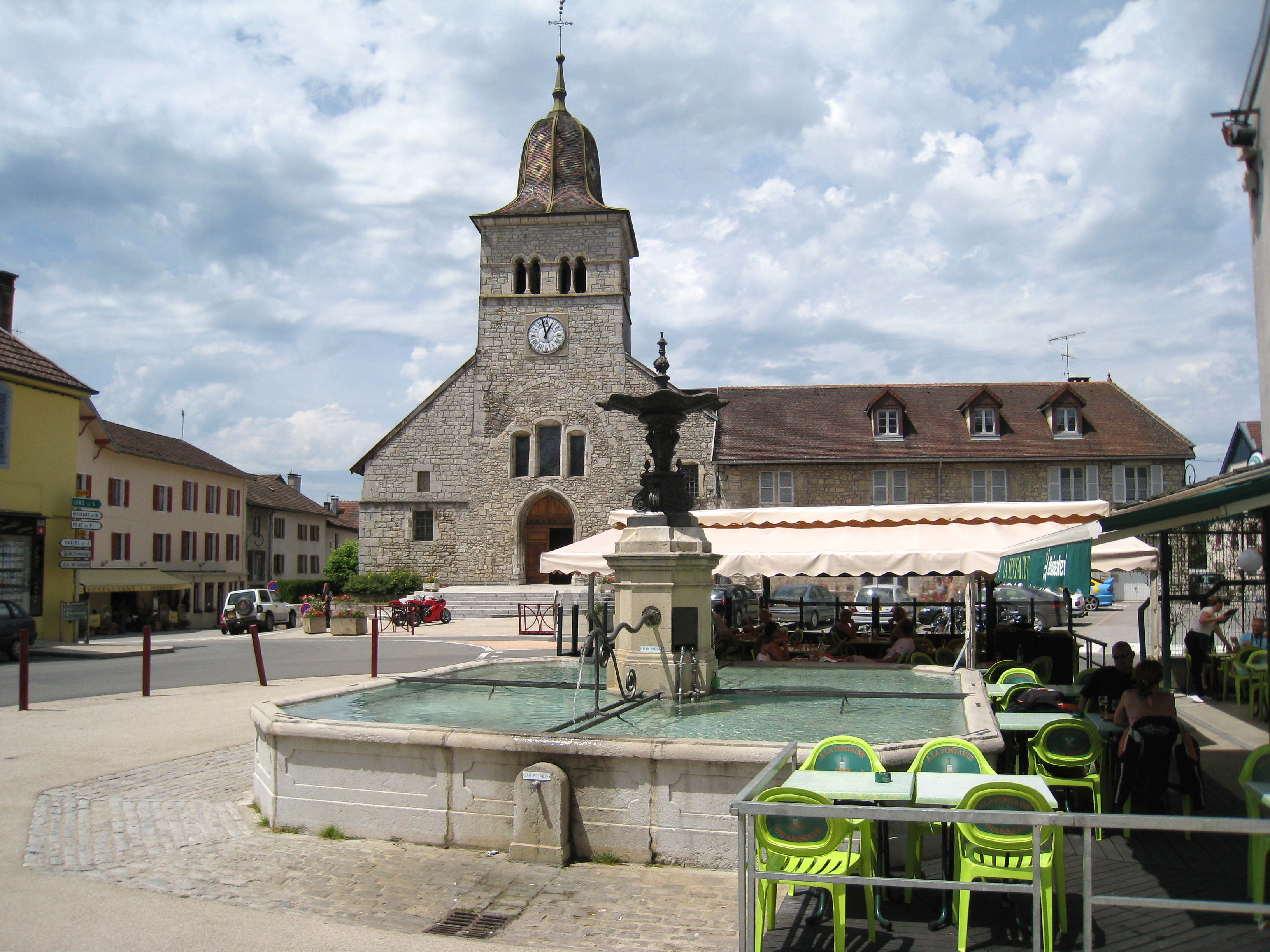
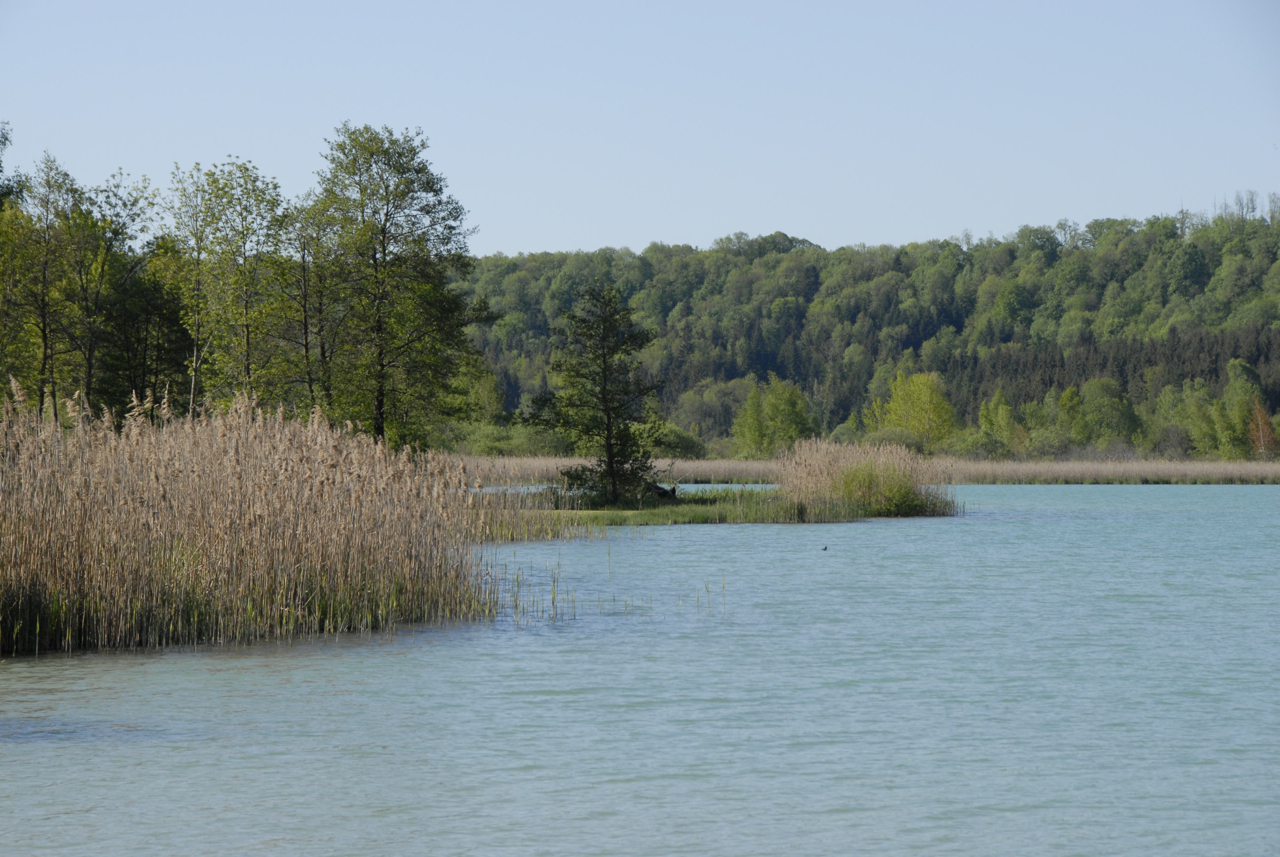